# Quế Lưu
Quế Lưu là một xã thuộc huyện Hiệp Đức, tỉnh Quảng Nam, Việt Nam.
Xã Quế Lưu có diện tích 35,39 km², dân số năm 2019 là 2.596 người, mật độ dân số đạt 73 người/km².